# Konventionen om ersättning för arbetslöshet vid fall av fartygsförolyckande
Konventionen om ersättning för arbetslöshet vid fall av fartygsförolyckande (ILO:s konvention nr 8 angående ersättning för arbetslöshet vid fall av fartygsförolyckande, Convention concerning Unemployment Indemnity in Case of Loss or Foundering of the Ship) är en konvention som antogs av Internationella arbetsorganisationen (ILO) den 9 juli 1920 i Genève. Konventionen påbjuder att ägaren till ett fartyg, eller den person som sjömännen ombord på fartyget har skrivit kontrakt med, ska ersätta sjömännen för den arbetslöshet som uppstår om fartyget förolyckas. Konventionen består av 11 artiklar.

## Ratificering
Konventionen har ratificerats av 60 länder, varav 30 länder har sagt upp den i efterhand.